# Solanum concarense
Solanum concarense är en potatisväxtart som beskrevs av Armando Theodoro Hunziker. Solanum concarense ingår i släktet skattor som ingår i familjen potatisväxter. Inga underarter finns listade i Catalogue of Life.